# Фиџи на Светском првенству у атлетици на отвореном 2023.
Фиџи је на 19. Светском првенству у атлетици на отвореном 2023. одржаном у Будимпешти од 19. до 27. августа деветнаести пут, односно, учествовао је на свим првенствима до данас. Репрезентацију Фиџија представљала је 1 атлетичарка, која се такмичила у трци на 100 метара.,
На овом првенству такмичарка Фиџија није освојила ниједну медаљу али остварила лични рекорд.

## Учесници
Жене: 
- Кесаиа Болетаканакадаву — Трка на 100 метара

## Резултати

### Жене
| Атлетичарка             | Дисциплина | Лични рекорд | Квалификације | Квалификације | Полуфинале            | Полуфинале            | Финале                | Финале       | Детаљи |
| Атлетичарка             | Дисциплина | Лични рекорд | Резултат      | Место         | Резултат              | Место                 | Резултат              | Место        | Детаљи |
| ----------------------- | ---------- | ------------ | ------------- | ------------- | --------------------- | --------------------- | --------------------- | ------------ | ------ |
| Кесаиа Болетаканакадаву | 100 м      |              | 12,46, ЛР     | 8. у гр. 4    | Није се квалификовала | Није се квалификовала | Није се квалификовала | 48 / 54 (56) |        |